# بيليز ما قبل العصر الكولومبي
تاريخ بيليز ما قبل العصر الكولومبي هو الفترة من الوجود الأصلي للسكان الأصليين، عبر آلاف السنين، إلى الاتصالات الأولى مع الأوروبيين -ما قبل الكولومبي أو قبل فترة كولومبوس- التي حدثت في منطقة شبه جزيرة يوكاتان الموجودة حاليًا في بيليز.
يبدأ تاريخ بيليز مع هنود باليو. كانوا من البدو الرحل الذين وصلوا إلى آسيا إلى الأمريكتين هجرة عبر مضيق بيرينغ المتجمد، ربما منذ 35000 عام. على مدار آلاف السنين، استقر أحفادهم وتكيّفوا مع بيئات مختلفة في الأمريكتين، وخلق العديد من الثقافات في أمريكا الشمالية وأمريكا الوسطى وأمريكا الجنوبية. ظهرت ثقافة المايا في الأراضي المنخفضة لشبه جزيرة يوكاتان والمرتفعات إلى الجنوب، في ما يعرف الآن بجنوب شرق المكسيك، وغواتيمالا، وغرب هندوراس، وبيليز. بين حوالي 2500 قبل الميلاد و250 بعد الميلاد، تطورت المؤسسات الأساسية لحضارة المايا. بلغت ذروة هذه الحضارة خلال الفترة الكلاسيكية، التي بدأت نحو 250 بعد الميلاد.
لا تزال العديد من جوانب هذه الثقافة قائمة في المنطقة على الرغم من مرور نحو نصف ألف عام من الهيمنة الأوروبية. تشير جميع الأدلة، سواء من علم الآثار أو التاريخ أو الإثنوغرافيا أو الدراسات اللغوية، إلى استمرارية ثقافية في هذه المنطقة. عاش أحفاد المستوطنين الأوائل في المنطقة هناك منذ ثلاثة آلاف عام على الأقل.

## العصر القديم (8000-2500 قبل الميلاد)
خلال الفترة القديمة المتأخرة (حوالي 3000 قبل الميلاد)، استقرت بعض مجموعات الصيد والبحث عن العلف في قرى زراعية صغيرة على طول ساحل ما. بينما استمر الصيد والعلف في لعب دور في معيشتهم، قام هؤلاء المزارعون بتدجين المحاصيل مثل الذرة والفاصوليا والكوسا والفلفل الحار، والتي لا تزال الأطعمة الأساسية في أمريكا الوسطى.
يعمل المزارعون في أنواع مختلفة من الزراعة، بما في ذلك أنظمة الري والحقول الممتلئة كثيفة العمالة وزراعة القطع والحرق. غذت منتجاتهم المتخصصين في الحرف والتجار والمحاربين وعلماء الفلك في الحضارة، الذين نسقوا الأنشطة الزراعية وغيرها من الأنشطة الموسمية مع دورة من الطقوس في المراكز الاحتفالية. هؤلاء الكهنة، الذين لاحظوا حركات الشمس والقمر والكواكب والنجوم، طوروا نظامًا رياضيًا وتقويميًا معقدًا لتنسيقِ دورات زمنية مختلفة وتسجيل أحداث معينة على لوحات منحوتة.

## الفترة ما قبل الكلاسيكية (حوالي 2500 ق.م - 250 م)
خلال فترة ما قبل العصر الكلاسيكي، نمت المستوطنات على طول الساحل وانتشرت غربًا في الداخل.
ربما في وقت مبكر من عام 1000 قبل الميلاد، عُثر على الجرار والأوعية والأطباق الأخرى الموجودة هناك من بين أقدم الفخار المكتشف في أمريكا الوسطى. الموقع، على بعد خمسة كيلومترات غرب أورانج ووك، يشتمل على منصات من المباني مرتبة حول ساحة صغيرة، ما يشير إلى مجتمع المايا المميز. يُظهر وجود الصدف والهيماتيت واليشم أن المايا كانت تتاجر على مسافات طويلة منذ 1500 قبل الميلاد. ومع ذلك، كان اقتصاد المايا لا يزال أساسًا يعتمد على الكفاف، حيث يجمع بين البحث عن العلف والزراعة والصيد وصيد الأسماك.
كان موقع سيروس على خليج شيتومال مركزًا احتفاليًا وتجاريًا مزدهرًا بين 300 قبل الميلاد و100 بعد الميلاد. ويعرض بعض السمات المميزة لحضارة المايا المبكرة. تضمنت الهندسة المعمارية لحضارة المايا المعابد والمساكن الفخمة المنظمة في مجموعات حول الساحات العامة.  بُنيت هذه الهياكل من الحجر المقطوع، ومغطّاة بالجص، مزخرفة ومطليّة بإتقان.